# Савона (провінція)
Савона (італ. Provincia di Savona) — провінція в Італії, у регіоні Лігурія. 
Площа провінції — 1 545 км², населення — 287 384 осіб.
Столицею провінції є місто Савона.

## Географія

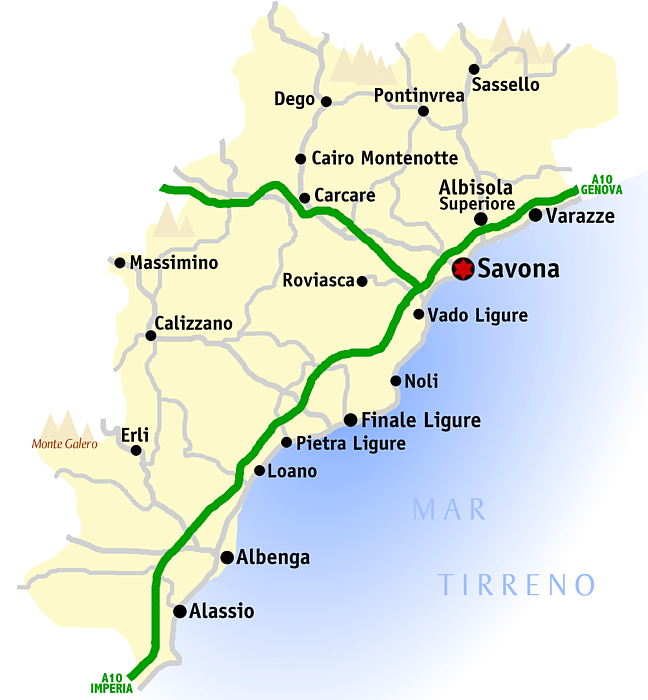
Мапа провінції

Межує на заході з провінцією Імперія, на півночі з регіоном П'ємонт (провінцією Кунео, провінцією Асті, провінцією Алессандрія), на сході з провінцією Генуя і на півдні з Лігурійським морем.